# Paul Vixie
Paul Vixie ha contribuido a los protocolos de Internet y sistemas de UNIX como diseñador de protocolos y arquitecto de software desde 1980.

## Vida
En los primeros años de su carrera, desarrolló herramientas como SENDS, proxynet, rtty y vixie cron.
Mientras trabajaba para DEC empezó a desarrollar BIND (Berkeley Internet Name Daemon), del que es considerado el autor primario y el arquitecto técnico, hasta llegar a la versión 8.
En 1994 fundó el ISC. En su función como presidente, Paul asegura que el ISC "permanece fiel a su misión original de desarrollar y mantener la calidad de producción de las implementaciones de referencia de fuente abierta de los protocolos del núcleo de internet, tales como BIND y DHCP, y desarrollar esos estándares". 
En 1995, Vixie cofundó PAIX (Palo Alto Internet Exchange), que se vendió a AboveNet en 1999. Esta compañía nombró a Paul Vixie, Jefe de Desarrollo Técnológico en el 2000 y presidente en el 2001. 
En 1998, cofundó MAPS (Mail Abuse Prevention System), una compañía californiana sin ánimo de lucro, que tiene como objetivo impedir que los spammers abusen del sistema de correo electrónico de Internet.
Actualmente, aunque dirige la ISC, que gestiona el Servidor Raíz F, participa en el proyecto ORSN (Open Root Server Network).

## Publicaciones y otras contribuciones
Junto con Frederick Avolio, escribió "Sendmail: Teoría y Práctica" (Prensa Digital, 1995).
Ha sido autor o coautor de una docena de RFCs, en su mayoría sobre DNS y temas relacionados. 
Es miembro de los comités de ICANN (Internet Corporation for Assigned Names and Numbers): RSSAC y DNSSAC y de ARIN (American Registry for Internet Numbers).
Participa frecuentemente en comunidades como IETF y NANOG (North American Network Operators Group). 